# BR2
BR2 of Belgian Reactor 2 is een kernreactor. Hij bevindt zich in het SCK CEN (afkorting voor Studiecentrum voor kernenergie of Centre d'Étude de l'énergie Nucléaire). Dit is een Belgisch nucleair onderzoekscentrum. Het Studiecentrum voor kernenergie is de naam van de campus in Mol waar zich deze tweede in België gebouwde kernreactor bevindt. De organisatie werd opgericht in 1952 onder de naam Studiecentrum voor de Toepassingen van de Kernenergie, kortweg STK. Van 1956 tot 1964 werden er vier nucleaire onderzoeksreactoren operationeel: BR1, BR2, BR3 en VENUS.

## Gebruik
BR2 of Belgian Reactor 2 is een van de krachtigste onderzoeksreactoren ter wereld. Hij heeft een vermogen van 125 MW. Hij wordt gebruikt voor splijtstof- en materiaaltests voor diverse reactortypes en voor het Europese fusieprogramma. Hij is ook het belangrijkste onderdeel in de productie van radio-isotopen voor medische en industriële toepassingen en voor doteren van silicium bestemd voor de elektronica-industrie.
De reactor voorziet in zowat 30% van de totale internationale vraag aan radio-isotopen. Daarnaast produceert de reactor neutronengedopeerd silicium ('Neutron Trans-mutation Doped').

## Productie[1]
- Medische beeldvorming: technetium-99m (oncologie, cardiologie) en xenon-133 (longen)
- Bestrijding van kankers: iridium-192, jodium-125, jodium-131 en lutetium-177
- Andere medische toepassingen: erbium-169, renium-188 en samarium-153
- Industriële toepassingen: iridium-192 (controle lasverbindingen), kobalt-60 (sterilisatie voedingsmiddelen), kwik-203, broom-82 en argon-41 (chemiesector)